# 澳大利亚内政部
澳大利亚内政部是一个处理澳洲内部事务的部门，它的主要负责范围包括國家安全、执法、災害管理、邊境管制、外來移民、难民事务、公民身份事务、以及多元文化事务。内政部的组织构成中也包括一些澳大利亚联邦机构，例如：澳大利亚联邦警察、澳大利亚边境执法局和澳洲安全情報組織等。澳大利亚内政部下属的组织机构都要向内政大臣议员负责，并接受内政部秘书长麦克·佩苏略（Mike Pezzullo）的领导。
澳大利亚内政部正式成立于2017年12月20日，其前身是澳大利亚移民及边境保护部。成立之后，澳大利亚内政部也融合了来自于其他政府部门的一部分政策职能与机构。这些部门包括：澳大利亚律政部、澳大利亚基础设施与区域发展部、澳大利亚总理与内阁部、澳大利亚社会服务部。澳大利亚内政部被人们视为澳大利亚版的英國內政部或美國國土安全部。

## 历史

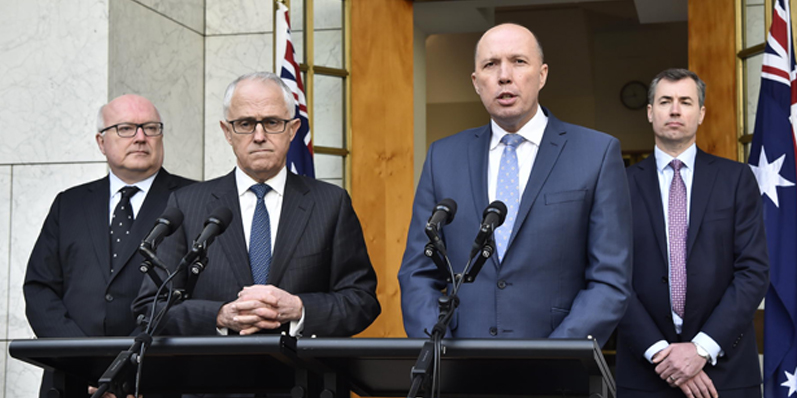
彼德·達頓（右二）2017年7月

早先在澳大利亚联邦中成立过七个公共服务部门。其中一个即为1901至1916年间的澳大利亚内政部。在当时，该部门需要承担十分广泛的职责。这些职责涵盖了公共就业、选举、人口普查、公共服务、退休事务以及州际关系等内容。在该部门之后，先后存在过的类似部门包括澳大利亚内政及领土部（1916至1928年）、澳大利亚内政部（1928至1932年）、澳大利亚内务部（1932至1939年）、澳大利亚内务部（1939至1972年）、澳大利亚内政部（1977至1980年）以及澳大利亚内政及环境部（1980至1984年）。在当前的澳大利亚内政部成立之前，国家安全、执法、紧急情况管理以及边境保护等职责均由澳大利亚律政部并同先后拥有过不同形制的澳大利亚移民及公民事务部负责。
时任澳大利亚总理的麦肯·腾博于2017年7月18日宣布了成立澳大利亚内政部的提议。该提议内容为，委任当时担任移民部长一职的彼德·達頓就任新成立的澳大利亚内政部部长，并将所有负责国家安全、边境管控及执法事务的政府部门整合在此新内政部之下。在2017年12月20日，新的澳大利亚内政部通过一份行政安排法令正式成立。
此澳大利亚内政部囊括了原属澳大利亚律政部的国家安全、执法及紧急事务管理职能；原属澳大利亚基础设施及区域发展部的交通安全职能；原属澳大利亚总理及内阁部的反恐和网络安全职能；原属社会服务部的多元文化事务职能；以及原澳大利亚移民及边境保护部的全部职能。